# Người Tajik
Người Tajik (tiếng Ba Tư: تاجيک: Tājīk, tiếng Tajik: Тоҷик) là một dân tộc thuộc Nhóm sắc tộc Iran có vùng cư trú truyền thống ở Trung Á, gồm Tajikistan, Afghanistan và Uzbekistan, Nga và Trung Quốc. Tajik là dân tộc lớn nhất ở Tajikistan, và lớn thứ hai ở Afghanistan, chiếm hơn một nửa dân số Tajik toàn cầu.
Người Tajik nói tiếng Tajik, là một ngôn ngữ Ba Tư nhóm Tây Iran thuộc Ngữ chi Iran của Ngữ tộc Indo-Iran trong Ngữ hệ Ấn-Âu. Đại bộ phận người Tajik ngày nay theo Islam giáo dòng Sunni, một bộ phận nhỏ theo dòng Shia.
Tại Tajikistan kể từ cuộc điều tra dân số Liên Xô năm 1939 đã đưa các nhóm dân tộc nhỏ là người Pamiri và người Yaghnobi vào Tajik .
Tại Trung Quốc thuật ngữ "Người Tajik Tân Cương" dùng để chỉ các nhóm dân tộc Pamiri ở Tân Cương, những người nói tiếng Pamiri của nhóm ngôn ngữ Đông Iran .
Ở Afghanistan người Pamiri được coi là một dân tộc riêng biệt .
Trong tiếng Ba Tư mới thuật ngữ "Tajik", vốn ban đầu để chỉ người Ba Tư hoặc người Iran ở phía đông, đã trở thành chấp nhận trong nhiều thập kỷ qua, đặc biệt là hậu quả của cách phân loại của chính quyền Liên Xô ở miền Trung Châu Á .
Một cách gọi tên thay thế khác cho người Tajik là người "Đông Ba Tư" . Người nói tiếng Ba Tư gọi là Fārsīwān, và người nói tiếng Tajik là Dīhgān, nghĩa từ là "nông dân" hoặc "dân làng định cư", nó trái ngược với "dân du mục". "Định cư" được sử dụng để mô tả lớp các ông trùm sở hữu đất đai là "người Ba Tư có dòng máu quý tộc", phân biệt với người Ả Rập, Thổ Nhĩ Kỳ và La Mã trong thời Sassanid và Hồi giáo sơ kỳ.